# Arnold Berliner
Arnold Berliner (Nysa, 26 de dezembro de 1862 – Berlim, 22 de março de 1942) foi um físico alemão.

## Vida
Arnold Berliner estudou física na Universidade de Wrocław. Obteve um doutorado em 1886 com a tese Zur Molecularrefraction organischer Flüssigkeiten.
Trabalhou na AEG e foi depois editor do periódico científico Naturwissenschaften. Foi com Karl Scheel editor do Physikalisches Wörterbuch (1924, 2. Edição 1932). Berliner foi interessado em aspectos culturais e artísticos e foi dentre outros amigo de Gustav Mahler.
Por ter ascendência judaica, Berliner foi pressionado pela editora a desistir de seu cargo editorial em 1935. Não conseguindo emigrar, suicidou-se em 1942.

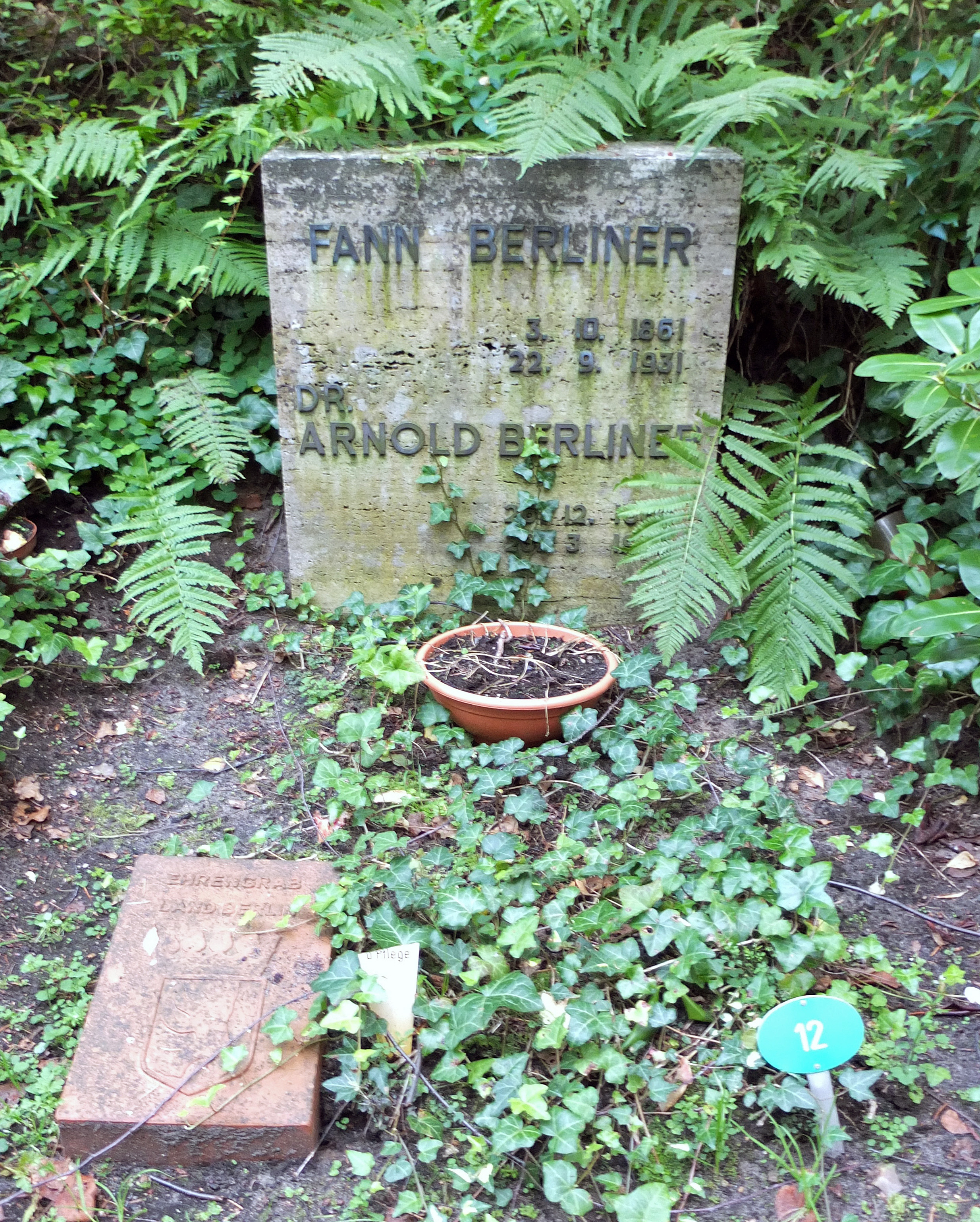
Sepultura de Arnold Berliner no Cemitério Heerstraße em Berlim

Sepultado no Cemitério Heerstraße em Berlim.

## Obras
- Lehrbuch der Physik in elementarer Darstellung, 5. Edição 1934